# Anabas cobojius
Anabas cobojius — прісноводний донно-пелагічний вид лабіринтових риб (Anabantoidei) з родини анабасових (Anabantidae).

## Опис
Сягає щонайбільше 30 см завдовжки. Дуже схожий з рибою-повзуном (Anabas testudineus). Лінія спини та лінія черева майже однаково вигнуті. Голова овальна, тупа, трохи стиснута, ширша за тіло, повністю вкрита лусками. Щелепи майже однакові за довжиною, вкриті великими конічними зубами. Очі посунуті далеко вперед. Луски великі, зазублені по краю. Бічна лінія розпадається на дві частини. Хвостовий плавець майже круглий.
Верхня частина тіла має темно-зелене забарвлення, нижня блідо-жовта. Горло має синій відтінок. Боками проходить декілька слабких чорнуватих поперечних смуг. Іноді на краю зябрових кришок може бути темна цятка, інша така цятка розташована в кінці хвоста. Плавці мають червонуватий відтінок. У брудних болотах вся риба стає майже чорною.
Таксономічна позиція виду є не до кінця визначеною, незрозумілими є його стосунки з Anabas testudineus. Можливо, це один вид. Існує ще Anabas oligolepis Bleeker, 1855, який одні автори називають синонімом Anabas cobojius, інші — синонімом Anabas testudineus.

## Поширення
Поширений у Південній Азії: Індія (штати Андхра-Прадеш, Одіша і Західний Бенгал), Бангладеш, деякі райони в Непалі. Трапляється доволі часто.
Мешкає у прісних водоймах різного типу: озерах, ставках, каналах, на рисових полях. Температура води в них становить 22-28 °C.

## Біологія
Анабаси живляться їжею тваринного походження, переважно водяними безхребетними та їх личинками.
Вид нереститься раз на рік у сезон дощів, який припадає на травень-липень. Риби охороняють свою ікру.
Особливістю Anabas cobojius є те, що ця риба може жити поза водою впродовж тривалого часу. Місцеві рибалки зберігають їх по п'ять-шість днів у глиняних горщиках без води, і ті залишаються живими та свіжими. Можуть рухатись суходолом на значні відстані.
Загрозу існуванню виду становить ооміцет Aplanes braunii de Bary, 1888, який вражає шкіру і плавці риб і зрештою спричиняє їх загибель. Aplanes braunii є вірулентним паразитом A. cobojius. Інші загрози існуванню виду становить замулення водойм, спричинене вирубуванням лісів та сільськогосподарською діяльністю, а також забруднення та зміна середовищ існування внаслідок розвитку гідроенергетики та будівництва дамб для зрошування рисових полів.

## Значення для людини
Не становить небезпеки для людини. Цінний вид для місцевих рибалок з погляду комерції. Також використовується як декоративна риба.
Незважаючи на велику кількість кісток, Anabas cobojius є цінною харчовою рибою. Вважають, що її м'ясо дуже корисне хворим та тим, хто одужує. Жінки вірять, що воно прибавляє молоко у годувальниць, а чоловіки — що надає їм сили.